# 生活関連物資等の買占め及び売惜しみに対する緊急措置に関する法律
生活関連物資等の買占め及び売惜しみに対する緊急措置に関する法律（せいかつかんれんぶっしとうのかいしめおよびうりおしみにたいするきんきゅうそちにかんするほうりつ、昭和48年7月6日法律第48号）は、生活関連物資等の買占めおよび売惜しみに対する緊急措置に関する日本の法律である。略称は、買占め及び売り惜しみ防止法、買占め等防止法など。制定当時の題名は「生活関連物資の買占め及び売惜しみに対する緊急措置に関する法律」で、国民生活安定緊急措置法附則8条による改正で改題され現行の題名となった。

## 沿革

### 本法制定以前
大東亜戦争（太平洋戦争・第二次世界大戦）中には、切符制が徹底されたが、その実施のため生活必需品の買い占め並びに売り惜しみは戦時刑事特別法第15条で犯罪とされ、5年以下の懲役（現・拘禁刑）または1万円以下の罰金という、本法をも上回る厳罰が科されていた。

### 経緯
大東亜戦争終結から30年近くを経ようとしていた1973年（昭和48年）、第64代内閣総理大臣田中角栄の著書『日本列島改造論』が発売され、大ベストセラーとなった。しかし同書の内容に一部経済界が激しく触発され、地価高騰に端を発する異常な物価高騰が起こった。この際、田中は生活関連物資等の価格の安定等を図り、国民生活の安定と国民経済の円滑な運営を確保する目的で本法律の制定を指示。130日もの大幅な会期延長が行われた第71特別国会における、異例のスピード審議の末に成立したものである。
本法制定から3ヶ月後に起きた第一次オイルショックを受けて制定された国民生活安定緊急措置法とともに、生活二法とも総称される、物価行政の中心的な法律である。まず、生活関連物資等のうち特定の物資を指定し、価格動向等の調査を行うことなどが定められ、同年12月22日には、指定対象物資の範囲拡大、売渡し命令の創設、地方公共団体に対する権限委任などに関する法改正が行われた。
2004年（平成16年）に制定された武力攻撃事態等における国民の保護のための措置に関する法律（平成16年法律第112号）における国民保護計画でも、生活関連物資等の価格安定のため、本法に基づく措置を講ずるものとしている。
2009年（平成21年）9月1日付で消費者庁が創設されたため、以降は同庁の所管となっている。

## 内容
本法では、まず、「国民生活との関連性が高い物資又は国民経済上重要な物資」を「生活関連物資等」とし（1条）、「生活関連物資等の価格が異常に上昇し又は上昇するおそれがある場合」において、「当該生活関連物資等の買占め又は売惜しみが行なわれ又は行なわれるおそれがあるとき」は、政令（生活関連物資等の買占め及び売惜しみに対する緊急措置に関する法律施行令）で、「当該生活関連物資等を特別の調査を要する物資として指定する」と定めた（2条1項）。内閣総理大臣及び主務大臣は、この指定された物資（「特定物資」という。）について、「その価格の動向及び需給の状況に関し必要な調査を行なう」ものとした（3条）。 

そして、内閣総理大臣及び主務大臣は、特定物資の生産、輸入又は販売の事業を行う者が買占め又は売惜しみにより当該特定物資を多量に保有していると認めるときは、その者に対し、売渡しをすべき期限及び数量並びに売渡先を定めて、当該特定物資の売渡しをすべきことを指示することができるとした（4条1項）。さらに、内閣総理大臣及び主務大臣は、売渡しの指示を受けた者がその指示に従わなかつたときは、その者に対し、売渡しをすべき期限及び数量を定めて、当該売渡先に当該特定物資の売渡しをすべきことを命ずることができるとした（4条2項）。また、この売渡し命令に違反して、売渡しを行わなかった者は、3年以下の懲役又は100万円以下の罰金に処するものとした（9条）。
このほか本法には、売渡し命令等の規定の施行に必要な限度において、特定物資の生産、輸入若しくは販売の事業を行なう者に対する立入検査等（5条）、そのための価格調査官の設置（7条）などが定められている。

## 特定物資
1973年（昭和48年）から1974年（昭和49年）にかけて、本法の「特定物資」に指定された物資は以下の通りだった。カッコ内の日付は、指定した政令の公布施行日。
1973年（昭和48年）7月14日（生活関連物資の買占め及び売惜しみに対する緊急措置に関する法律施行令第1条）
大豆、大豆油、大豆油かす、丸太、製材、合板、綿糸、綿織物、医療用ガーゼ、羊毛、梳羊毛、梳毛織物、生糸、絹織物
1973年（昭和48年）9月4日（生活関連物資の買占め及び売惜しみに対する緊急措置に関する法律施行令の一部を改正する政令 (昭和48年9月4日政令第252号))
灯油
1973年（昭和48年）11月12日（生活関連物資の買占め及び売惜しみに対する緊急措置に関する法律施行令の一部を改正する政令(昭和48年11月12日政令第336号))
ティッシュペーパー、京花紙、ちり紙、トイレットペーパー
1973年（昭和48年）11月22日（生活関連物資の買占め及び売惜しみに対する緊急措置に関する法律施行令の一部を改正する政令(昭和48年11月22日政令第341号))
印刷用紙、ガソリン、軽油、A重油、LPG
1974年（昭和49年）1月14日(生活関連物資の買占め及び売惜しみに対する緊急措置に関する法律施行令の一部を改正する政令(昭和49年1月14日政令第5号))
合成洗剤
1974年（昭和49年）2月1日(生活関連物資等の買占め及び売惜しみに対する緊急措置に関する法律施行令の一部を改正する政令(昭和49年2月1日政令第18号))
しょう油、精製糖
尚、何れの品目も1976年（昭和51年）5月1日までに指定解除されている。